# Galerucini
Los galerucinos (Galerucini) son una tribu de coleópteros de la familia de los crisomélidos. 

## Géneros
Tiene los siguientes géneros (lista incompleta):
| - Brucita Wilcox, 1965 - Coraia H. Clark, 1865 - Derospidea Blake, 1931 - Diorhabda Weise, 1883 - Erynephala Blake, 1936 - Galeruca Geoffroy, 1762 - Galerucella Crotch, 1873 - Malacorhinus Jacoby, 1887 - Miraces Jacoby, 1888 - Monocesta H. Clark, 1865 | - Monoxia J. L. LeConte, 1865 - Neogalerucella Chûjô, 1962 - Neolochmaea Laboissière, 1939 - Ophraea Jacoby, 1886 - Ophraella Wilcox, 1965 - Pyrrhalta Joannis, 1865 - Tricholochmaea Laboissière, 1932 - Trirhabda J. L. LeConte, 1865 - Xanthogaleruca Laboissière, 1934 |